# Dirk Arie van den Bosch
Dirk Arie van den Bosch (Hazerswoude, 23 oktober 1884 – Kamp Amersfoort (gemeente Leusden), 20 maart 1942) was een Hervormde predikant en Nederlands verzetstrijder tijdens de Tweede Wereldoorlog.
Van den Bosch was een populaire hervormde predikant te Den Haag. Zijn preken trokken duizenden mensen. In november 1940 verscheen een boek van zijn hand, waarin hij waarschuwde voor het gebrek aan menselijkheid, geheten "666, Het getal eens menschen". Hij bleef in zijn preken mensen bewust maken van het belang van humaniteit. Zijn uitspraken en boek leidden er uiteindelijk toe dat hij op 11 december 1940 door de Duitsers werd gearresteerd. Hoewel de bezetter niet hard kon maken dat hij de wet zou hebben overtreden, zagen zij het gevaar in van zijn woorden en de invloed die hij had op grote groepen mensen. Men wilde hem uit de samenleving weg hebben en zo kwam hij, na een verblijf in het `Oranjehotel´ in Scheveningen (11 december 1940 tot 28 oktober/december 1941) terecht in het kamp Amersfoort. Hier bleek hij een grote morele steun te zijn voor de gevangenen. Hij hield er kerkdiensten en gaf bijbelles. Door de slechte leefomstandigheden liep hij dysenterie en een kaakontsteking op en hieraan overleed hij uiteindelijk op 20 maart 1942.
Na de oorlog werd op 7 mei 1946 postuum het Verzetskruis toegekend. In Den Haag is te zijner nagedachtenis een gedenksteen aangebracht in de Grote of Sint-Jacobskerk en in de gemeenten Hazerswoude, Rijswijk (ZH) en Zwijndrecht zijn straten naar hem vernoemd. In Den Haag zijn na de Tweede Wereldoorlog zeker twee padvindersgroepen (de groepen 61 en 84 der NPV) naar hem vernoemd.
Van den Bosch ligt begraven op de Gemeentelijke Begraafplaats Rusthof te Amersfoort, vak/rij/nummer: 9 297.
H.J. van Aalderen
· P. van As
· M. Assies
· J.J. Barendsen
· J.A. Beekman
· H.D.J. Beernink
· L.R. Beijnen
· C.J. van den Berg-van der Vlis
· L.A. Bleys
· G. de Boer
· A.A. Bontekoe
· E.J. Bosch ridder van Rosenthal
· D.A. van den Bosch
· I.J. van den Bosch
· J.H. Bosch
· J.C.J. baron Brantsen
· A.L. Charroin
· F.G.M. Conijn
· M. Crans
· R.J. Dam
· F. Datema
· K.H. Derkzen van Angeren
· H. Dienske
· J.L.G. Doornik
· V. Dreyfus
· N. Dupont
· F. Duwaer
· S. Esmeijer
· G.H. Gelder
· J. Gelderman
· W.J. Gertenbach
· E.A. Giran
· O. Giran
· C.H. de Groot
· P.G.S. Guermonprez
· A. Hahn
· W. van Hall
· J.C.H.F. van Hanxleden Houwert
· Th.W.L. baron van Heemstra
· J.J. Hendrikx
· J.L. Hesselberg
· W.J. Heukels
· I. van der Horst
· J. ter Horst
· H.P. Hos
· J.F.H.M. baron van Hövell van Wezeveld en Westerflier
· B. IJzerdraat
· L. Jansen
· A. Kalter
· G.W. Kastein
· A. Keuter
· T.J. Kroeze
· D.M.R.H. Kroon
· H.Th. Kuipers-Rietberg
· A. Meerwaldt
· J.A.A. Mekel
· J.D. van Melle
· D.C.B. Mesritz
· M.-L.C. Meunier
· J.J. Mohr
· J.L. Moonen
· A.C. Nagtegaal
· F. Nieuwenhuijsen
· B. Oosthoek
· J. Oranje
· T. Pannekoek
· J. Post
· A.J. Rozeman
· V.H. Rutgers
· F.R. Ruys
· W. Santema
· J.J. Schaft
· Jhr. J. Schimmelpenninck
· R.L.A. Schoemaker
· G. Schoonman
· W.P. Speelman
· M. van der Stoep
· B.M. Telders
· A.O.H. Tellegen
· O.R. Thomsen
· G. Tieman
· T.W. de Tourton Bruijns
· L.M. Valstar
· G.J. van der Veen
· D. Verloop
· M.A.E. Verspyck
· P.M.R. Versteegh
· C. Vlot
· G. Weidner
· J.H. Westerveld
· H.B. Wiardi Beckman
· J.W. Wildschut
· J.R.E. Wüthrich
· L. Zwanenburg
· Onbekende Joodse soldaat